# Kanton Lautrec
Kanton Lautrec is een voormalig kanton van het Franse departement Tarn. Kanton Lautrec maakte deel uit van het arrondissement Castres en telde 4363 inwoners in 1999. Het werd opgeheven bij decreet van 17 februari 2014 met uitwerking op 22 maart 2015.

## Gemeenten
Het kanton Lautrec omvatte de volgende gemeenten:
- Brousse
- Jonquières
- Lautrec (hoofdplaats)
- Montdragon
- Montpinier
- Peyregoux
- Puycalvel
- Saint-Genest-de-Contest
- Saint-Julien-du-Puy
- Vénès